# جواز سفر غيرنزي
جواز سفر غيرنزي هو جواز سفر بريطاني صادر عن مكتب الجوازات من شعبة الجمارك والهجر في سان بيتر بورت للمواطنين البريطانيين.

## روابط خارجية
- معلومات تفصيلية عن جواز سفر غيرنزي
- الموقع الرسمي الحكومي لمكتب جوازات غيرنزي